# منظمة تشاركية
المنظمة التشاركية (بالإنجليزية: Participatory organization)‏، هي تلك المنظمة المبنية على مشاركة الناس بدلاً من التزاماتهم التعاقدية. إذ تعتمد معظم المنظمات الحالية على عقود. وتحدد العقود هيكلاً وظيفياً يحمل هذه المنظمة معاً بفرض التزامات متبادلة على الناس. على سبيل المثال، موظف في منظمة نموذجية ملزم بأداء وظيفة معينة مقابل بعض التعويضات المتفق عليها سابقاً. ما يعني في حالة خرق العقد ستفرض عقوبات شديدة في معظم الحالات. وتسهل العقود التخطيط التنظيمي وغالباً ما تحول المخاطر من طرف إلى آخر. العقود ضرورية لوجود هياكل تنظيمية ثابتة وجامدة في المقام الأول لأن هذه الهياكل لا يمكن بسهولة استيعاب التغييرات كأن يفشل عنصر واحد يمكن أن تصبح بسهولة سبباً لفشل المنظمة بأكملها. من ناحية أخرى، فإن صلابة العقود تخلق ضغوطاً كبيرة على الناس المعنيين، في المقام الأول، والموظفين.
وهي منظمات تكون طرق عملها تتطلب أو تسمح بمشاركة الأعضاء في خلق السياسة وفي التغيير. وهناك مصطلح متصل، تصميم تشاركي، ويشير إلى منظمة التي تشرك المستهلكين في عملية التصميم والتطوير من أجل خلق المزيد من المنتجات المناسبة والناجحة والخدمات والخبرات.